# 히미군

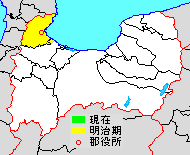
도야마현 히미군의 범위

히미군(氷見郡)은 일본 도야마현에 있던 군이다.

## 군역
1896년 행정 구역으로 발족 당시의 군역은 히미시 및 다카오카시의 일부에 해당한다.

## 역사

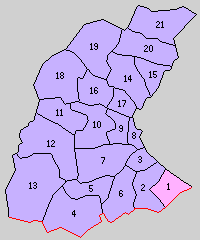
1.오타촌 2.미야다촌 3.구보촌 4.붓쇼지촌 5.후세촌 6.고지로촌 7.주니초촌 8.히미정 9.가노촌 10.가미쇼촌 11.구마나시촌 12.하야카와촌 13.구메촌 14.아오촌 15.야부타촌 16.요카와촌 17.이나즈미촌 18.고이시촌 19.야시로촌 20.우나미촌 21.메라촌 (보라:히미시 분홍:가카오카시)

- 1896년 4월 1일 - 군제 시행에 따라 이미즈군 가운데 오타촌(太田村), 미야다촌(宮田村), 구보촌(窪村), 붓쇼지촌(仏生寺村), 후세촌(布勢村), 고지로촌(神代村), 주니초촌(十二町村), 히미정(氷見町), 가노촌(加納村), 가미쇼촌(上庄村), 구마나시촌(熊無村), 하야카와촌(速川村), 구메촌(久目村), 아오촌(阿尾村), 야부타촌(藪田村), 요카와촌(余川村), 이나즈미촌(稲積村), 고이시촌(碁石村), 야시로촌(八代村), 우나미촌(宇波村), 메라촌(女良村)의 구역으로 히미군이 발족..(1정 20촌)
- 1940년
  - 4월 1일 - 가노촌이 히미정에 편입.(1정 19촌)
  - 10월 1일 - 이나즈미촌이 히미정에 편입.(1정 18촌)
- 1952년 8월 1일 - 히미정이 고이시촌·야시로촌·요카와촌을 편입, 시제 시행으로 히미시(氷見市)가 되어 군에서 이탈.(15촌)
- 1953년
  - 10월 5일 - 오타촌이 다카오카시에 편입.(14촌)
  - 11월 1일 - 구보촌·미야다촌이 히미시에 편입.(12촌)
  - 12월 1일 - 가미쇼촌·구마나시촌이 히미시에 편입.(10촌)
- 1954년 4월 1일 - 아오촌·우나미촌·구메촌·고지로촌·주니초촌·하야카와촌·후세촌·붓쇼지촌·메라촌·야부타촌이 히미시에 편입. 이날 히미군이 폐지됨. 도야마현 내에서 1896년 군 개편 이후 처음으로 소멸된 군이다.

## 참고 문헌
- 《가도카와 일본 지명 대사전》 편집위원회, 편집. (1979년 10월 1일). 《가도카와 일본 지명 대사전》. 16 도야마현. 가도카와 쇼텐. ISBN 4040011600.